# 特拉科拉
特拉科拉（Tera Corá）是荷兰王国在加勒比海构成国库拉索北海岸的一座城镇，人口约3,700人，位于首府威廉斯塔德以西20公里，该地分为两个部分。